# کلی فراگا
کلی فراگا (انگلیسی: Kelly Fraga؛ زادهٔ ۳ اکتبر ۱۹۷۴) بازیکن والیبال اهل برزیل است.